# Juanjo Bona
Juan José Bona Arregui (Magallón, 10 de noviembre de 2003), más conocido como Juanjo Bona, es un cantante, jotero y compositor español que se dio a conocer por ganar la primera edición de Jotalent y por ser finalista de Operación Triunfo 2023. 

## Biografía
Nació en Magallón, Zaragoza, el 10 de noviembre de 2003. Tiene un hermano 3 años menor que él. Recibió clases de canto, técnica vocal, solfeo y jota desde muy pequeño, al mismo tiempo que aprendía a tocar el clarinete en la Escuela de Música de Magallón.
Con 17 años, se trasladó a Madrid a estudiar Ingeniería Naval y Oceánica en la Universidad Politécnica de Madrid, carrera que dejó para entrar en Operación Triunfo 2023.
Durante sus años en Madrid, estudió en 'SOM Academy, Escuela de Musicales y Artes Escénicas', y participó en la representación de Cabaret.

## Trayectoria musical

### 2014-2022: Primeros inicios y paso porJotalent
Formado en el folclore aragonés, durante su infancia y adolescencia ganó múltiples concursos de jota celebrados en Aragón.
En julio de 2017, el consistorio de Magallón editó un CD con jotas cantadas por él en reconocimiento a su trayectoria musical.
Durante el verano de 2019, participó en el talent show de Aragón TV Tres Minutos, en el que llegó a la semifinal.
En septiembre de 2020, participó en el programa Idol Kids en la fase de los castings de la Gala 4. Recibió el apoyo unánime del jurado pero no consiguió la nota suficiente para pasar a la siguiente fase.
En 2022, concursó en la primera edición de Jotalent de Aragón TV, de la que se convirtió en ganador. Durante el programa, interpretó varias jotas, siendo reconocida especialmente su versión de la «Pulida Magallonera», y canciones de otros géneros como «The Show Must Go On» o «It's a Man's Man's Man's World». Como ganador de Jotalent, fue invitado a varios programas de Aragón TV, entre ellos Vanity Farm: Revolución en la granja, en el que dedicó una jota a una gallina, y A escampar la boira, en un episodio dedicado a la importancia de la jota y su interés en ser declarada Patrimonio Cultural Inmaterial de la Humanidad. Después del concurso, dejó su trabajo como cantante en la orquesta 'Éxito' tras dos años, y comenzó a hacer bolos individualmente por localidades de Aragón.
El 15 de octubre de 2022, Aragón Radio organizó un concierto durante las Fiestas del Pilar, donde Bona actuó junto al resto de semifinalistas de la primera edición de Jotalent, la banda Artistas del Gremio y el dúo zaragozano Fresquito y Mango.

### 2023-2024: Paso porOperación Triunfo
El 20 de noviembre de 2023, se convirtió en uno de los 16 concursantes de la edición de Operación Triunfo 2023 después de cantar en la Gala 0 «Crazy Little Thing Called Love», en la versión de Michael Bublé.
Durante su paso por el programa, fue elegido favorito de la semana en la Gala 7 tras su interpretación de la canción «La nave del olvido» de José José.
Dos de sus actuaciones más recordadas durante el programa fueron «God Only Knows» del grupo The Beach Boys, interpretada a dúo junto a su compañero y pareja Martin Urrutia en la Gala 4, y «El patio» de Pablo López, en solitario, en la Gala 11. Ambas canciones fueron incluidas en el repertorio de los 12 conciertos de la Gira de OT 2023.
El 12 de febrero de 2024, se convirtió en el segundo finalista directo del talent show, tras las votaciones del jurado y al no haber sido propuesto para nominación en ninguna gala. Finalizó el programa en cuarta posición.
Al terminar el concurso, en febrero de 2024 subió junto a Paul Thin a cantar «La vida moderna» en un concierto de Veintiuno en la Sala La Riviera. También participó junto con sus 15 compañeros en una gira de 12 conciertos de Operación Triunfo 2023, con la que recorrieron 10 ciudades españolas. El concierto de que dieron en el WiZink Center de Madrid, y los cambios en la vida de Bona tras su paso por la academia de música, fueron recogidos en un documental de Prime Video que se estrenó en septiembre de 2024.

### 2024-presente: Primeras canciones yRecardelino
Tras salir de la academia de música, firmó su primer contrato discográfico con Universal Music Spain, y publicó su primer sencillo, «Lo que no ves de mí», en marzo de 2024. Este sencillo entró en el top 50 de Spotify España, así como en las Listas Oficiales de Ventas de Promusicae donde se mantuvo durante dos semanas.
En mayo de 2024, Bona y los finalistas de Operación Triunfo 2023 presentaron e interprataron en la sede del Comité Olímpico Español «La Gravedad», una canción compuesta  para ser la canción oficial de España en los Juegos Olímpicos de París 2024.
Entre abril y junio de 2024, fue jurado invitado en la tercera edición de Jotalent, donde en su gala final también presentó un adelanto de lo que sería su segundo sencillo, «Mis tías».
En junio de 2024, publicó Lo mejor de Juanjo Bona, un álbum recopilatorio que incluye varios de los temas interpretados durante su paso por Operación Triunfo 2023, además de su primer sencillo, «Lo que no ves de mí». Este álbum alcanzó el primer puesto de las Listas Oficiales de Ventas de Promusicae y se mantuvo dos semanas entre los 100 más vendidos. Ese mismo mes, fue invitado por David Bisbal a cantar «Culpable» en su concierto del Wizink Center.
En julio de 2024, publicó su segundo sencillo, «Mis tías», una jota con aire pop compuesta por él mismo y dos de los miembros del grupo El Buen Hijo, y que está dedicada a las trabajadoras del colegio mayor Mendel, en el que residió mientras estudiaba Ingeniería Naval en la Universidad Politécnica de Madrid. El videoclip fue grabado en el propio colegio mayor y está protagonizado por Bona y ocho trabajadoras que aparecen vestidas de baturras. Este sencillo entró dos veces en el top 50 de Spotify España,  así como en el top 100 de las Listas Oficiales de Ventas de Promusicae. Tras el lanzamiento de «Mis tías», Bona confirmó que estaba preparando su primer disco, centrado en el folclore aragonés.
El 27 de julio de 2024, Bona actuó en La Casa de España en París, donde cantó «La Gravedad» en un concierto privado para la delegación española de los juegos olímpicos.
A finales de septiembre de 2024, Bona y Martin Urrutia anunciaron «El Destello», un tema conjunto que habla de su historia de amor. Coproducido por Hidrogenesse, vio la luz el 4 de octubre de 2024. La canción tiene tintes de pop electrónico, y el videoclip tiene una estética vintage en blanco y negro con un baile coreografiado con claras referencias a La Mesías. «El Destello» pre-debutó dentro del top 200 de Spotify España, posicionándose dentro del top 50 tras el debut y alcanzando el puesto 39 de la lista mundial de iTunes. Esta colaboración entró también en las Listas Oficiales de Ventas de Promusicae. Poco después, Juanjo y Martin Urrutia anunciaron el lanzamiento de una versión remix de «El Destello», bajo la producción de Nacho Canut de Fangoria, y de un disco de vinilo que albergaría ambas versiones.
Durante las Fiestas del Pilar en octubre de 2024, fue invitado por Edurne a cantar «Tal vez» en su concierto en Zaragoza. Posteriormente, Juanjo dio su primer concierto en solitario en Los40 Pilar Pop, donde cantó «Mis tías» y presentó un nuevo sencillo, «Moncayo». Durante este concierto también subió al escenario a Martin Urrutia para cantar juntos «El Destello» por primera vez en directo.
A finales de noviembre de 2024, lanzó de manera oficial «Moncayo», una oda a sus raíces y a la infancia haciendo homenaje a dicha montaña que se ve desde su casa de Magallón.
En enero de 2025, en Cadena Dial, lanzó de manera exclusiva «Golondrinas», publicándose poco después en todas las plataformas digitales junto a su videoclip. A finales de ese mes, Bona la presentó en una actuación en directo en Late Xou. Este nuevo sencillo, que sigue la estela de los anteriores con sonidos tradicionales del folclore aragonés, es un canto a las despedidas y a los regresos, donde se plasma con sensibilidad la nostalgia del hogar y la necesidad de encontrar un refugio en medio del cambio.
En febrero de 2025, lanzó «Virgen de Magallón», un último sencillo antes de publicarse Recardelino, el álbum debut del cantante aragonés que vio la luz el 7 de marzo de 2025. En él, fusiona el pop con el folclore —en particular, la jota aragonesa— y sonidos tradicionales. El estreno de este primer álbum de estudio estuvo respaldado por Tan Mayor y Tan Niño, una gira de conciertos en teatros por el territorio español que arrancó el 8 de marzo de 2025. Destinada a promocionar su álbum debut, la gira se anunció inicialmente para 10 fechas en toda España, entre marzo y mayo de 2025. Debido a la gran acogida por parte del público, paulatinamente se fueron añadiendo más fechas a esta primera etapa, hasta un total de 22 conciertos entre marzo y julio de 2025, incluyendo varios festivales. En julio de 2025, la gira se amplió con una segunda tanda de fechas, sumando un total de 30 conciertos y finalizando en enero de 2026. Cada concierto de la gira estuvo dividido por tres interludios, haciendo referencia a las tres etapas de Recardelino: una primera que representa su infancia y su pueblo, una segunda que representa su marcha para estudiar en Madrid y una última que representa el amor.
En mayo de 2025, fue invitado por Amaral a cantar «Toda la noche en la calle» en el concierto que la banda dio en Zaragoza.
En septiembre de 2025, Bona actuará en el Roig Arena junto a varios artistas en un concierto-homenaje con motivo del 80 aniversario del nacimiento del cantante Nino Bravo.

## Otros proyectos
Aparte de su faceta musical, destacó su primera aparición en televisión en 2016, en la Gala 0 de la cuarta temporada de Masterchef Junior, en cuyo casting inicial fue eliminado.
En diciembre de 2024, protagonizó un sketch de humor en un especial de Nochebuena en el programa Oregón TV. Desayunando con, interpretándose a sí mismo. En dicho programa se confirmó que Bona sería uno de los presentadores de las campanadas de fin de año, junto a Miki Nadal y Blanca Liso, en Aragón TV.
En mayo de 2025, se confirmó su participación como concursante de la décima edición del concurso de cocina MasterChef Celebrity.

## Modelaje y publicidad
En mayo de 2024, Juanjo y su pareja y compañero de edición, Martin Urrutia, protagonizaron la portada y el reportaje central de la edición de primavera de la revista trimestral de viajes Shangay Voyager. En dicha publicación, ambos colaboraron con el Cabildo de Gran Canaria para promocionar la isla como destino turístico LGTBIQ+.
En julio y noviembre de 2024, colaboró con una conocida cadena de restaurantes de comida rápida para promocionar unas hamburgesas gourmet del chef Dabiz Muñoz.
Durante septiembre de 2024, fue embajador de Ámbar para promocionar dicha marca de cervezas durante las Fiestas del Pilar. Ese mismo mes, Bodegas Care lanzó al mercado una botella de vino dedicada a Bona y a Naiara Moreno como pregoneros de las fiestas.
En enero de 2025, se convirtió en embajador de la marca Yves Saint Laurent por su campaña de San Valentín, promocionando una de sus nuevas fragancias a través de la plataforma de vídeo Tiktok.
Protagonizó la portada de la revista musical Nuebo, en su edición de marzo de 2025, donde fue entrevistado sobre su álbum debut Recardelino. En la entrevista se abordan su trascendencia en el panorama musical, sus referencias musicales y sus raíces.

## Reconocimientos
El 3 de marzo de 2024, realizó el saque de honor junto a su compañera de Operación Triunfo 2023 Naiara Moreno en La Romareda antes del partido del Real Zaragoza contra la Sociedad Deportiva Amorebieta.
El 4 de junio de 2024, fue invitado a actuar en la 30ª edición de la gala de Aragoneses del año, donde interpretó por primera vez en directo «Mis tías»
Fue elegido junto a su pareja Martin Urrutia como una de las personas LGTBIQ+ más influyentes de España del año 2024. Volvió a figurar en la lista en 2025, por segundo año consecutivo.
El 3 de julio de 2024, fue pregonero de las fiestas del Orgullo LGTBIQ+ de Madrid junto a sus compañeros de Operación Triunfo 2023 Martin Urrutia, Chiara Oliver y Violeta Hódar en la plaza de Pedro Zerolo.
El 1 de septiembre de 2024, fue invitado al Gran Premio de Aragón de Motociclismo para cantar el himno de Aragón en los momentos previos al comienzo de la carrera.

El 5 de octubre de 2024, dio el pregón de las Fiestas del Pilar en Zaragoza, junto con Naiara Moreno.
En enero de 2025, fue incluido en la lista Newcomers 2025 de Vevo España, donde se recogen los 20 artistas más emergentes del panorama nacional.

## Discografía
Véase también: Anexo: Galas de Operación Triunfo 2023

### Álbumes y EP

#### Álbumes recopilatorios
| Título                  | Detalles                                                                                           | Listas |
| Título                  | Detalles                                                                                           | ESP    |
| ----------------------- | -------------------------------------------------------------------------------------------------- | ------ |
| Lo mejor de Juanjo Bona | - Lanzamiento: 20 de junio de 2024 - Discográfica: Universal Music - Formato: CD, descarga digital | 1      |

#### Álbumes de estudio
| Título      | Detalles | Listas CD | Listas vinilos |
| Título      | Detalles | ESP       | ESP            |
| ----------- | --- | --------- | -------------- |
| Recardelino | - Lanzamiento: 7 de marzo de 2025 - Discográfica: Universal Music - Formato: CD, vinilo, descarga digital - Calificación de Jenesaispop: 8/10 | 2         | 2              |

### Sencillos

#### Como artista principal
| Año  | Canción               | Posicionamiento en listas | Álbum                   |
| Año  | Canción               | ESP                       | Álbum                   |
| ---- | --------------------- | ------------------------- | ----------------------- |
| 2024 | «Lo que no ves de mí» | 92                        | Lo mejor de Juanjo Bona |
| 2024 | «Mis tías»            | 98                        | Recardelino             |
| 2024 | «Moncayo»             | —                         | Recardelino             |
| 2025 | «Golondrinas»         | —                         | Recardelino             |
| 2025 | «Virgen de Magallón»  | —                         | Recardelino             |

#### Colaboraciones
| Año  | Canción                                                                        | Posicionamiento en listas | Álbum              |
| Año  | Canción                                                                        | ESP                       | Álbum              |
| ---- | ------------------------------------------------------------------------------ | ------------------------- | ------------------ |
| 2024 | «La gravedad» (con Naiara, Paul Thin, Ruslana, Lucas Curotto y Martin Urrutia) | —                         | Sencillo sin álbum |
| 2024 | «El destello» (con Martin Urrutia)                                             | 94                        | Sencillo sin álbum |
| 2024 | «El destello (Remix)» (con Martin Urrutia)                                     | —                         | Sencillo sin álbum |

## Giras

### Conjuntas
- 2024: Operación Triunfo 2023 en concierto

### En solitario
- 2025: Tan Mayor y Tan Niño Tour

## Filmografía

### Televisión

#### Como concursante
| Año       | Título                  | Canal       | Notas                                       | Ref.   |
| --------- | ----------------------- | ----------- | ------------------------------------------- | ------ |
| 2016      | Masterchef Junior 4     | La 1        | Concursante - Eliminado en el casting final | [ 83 ] |
| 2019      | Tres Minutos            | Aragón TV   | Concursante - Semifinalista                 | [ 10 ] |
| 2020      | Idol Kids 1             | Telecinco   | Concursante - Eliminado en los castings     | [ 11 ] |
| 2022      | Jotalent                | Aragón TV   | Concursante - Ganador                       | [ 13 ] |
| 2023-2024 | Operación Triunfo 2023  | Prime Video | Concursante - Finalista                     | [ 21 ] |
| 2025      | MasterChef Celebrity 10 | La 1        | Concursante                                 | [ 86 ] |

#### Como presentador o jurado
| Año       | Título                        | Canal     | Notas                   | Ref.           |
| --------- | ----------------------------- | --------- | ----------------------- | -------------- |
| 2024      | Orgullo de Madrid 2024        | RTVE      | Pregonero               | [ 101 ]        |
| 2024      | Pregón Fiestas del Pilar 2024 | Aragón TV | Pregonero, entrevistado | [ 106 ]        |
| 2024      | Campanadas de fin de año      | Aragón TV | Presentador y actuación | [ 85 ]         |
| 2024-2025 | Jotalent                      | Aragón TV | Jurado (2 programas)    | [ 32 ] [ 111 ] |

#### Como invitado o entrevistado
| Año       | Título                               | Canal          | Notas                            | Ref.                    |
| --------- | ------------------------------------ | -------------- | -------------------------------- | ----------------------- |
| 2022      | Vanity Farm                          | Aragón TV      | Invitado (1 programa)            | [ 14 ]                  |
| 2022      | A escampar la boira                  | Aragón TV      | Invitado (1 programa)            | [ 15 ]                  |
| 2024      | OT al Día                            | Prime Video    | Invitado (1 programa)            |                         |
| 2024      | Premios Ídolo 2024                   | Movistar Plus+ | Invitado                         | [ 112 ]                 |
| 2024      | Jotalent                             | Aragón TV      | Invitado (1 programa)            | [ 113 ]                 |
| 2024      | Aquí y Ahora                         | Aragón TV      | Entrevistado (3 programas)       | [ 114 ] [ 115 ]         |
| 2024      | Los Imperdibles. Noche de pregoneros | Aragón TV      | Entrevistado (1 programa)        | [ 116 ]                 |
| 2024      | Diario 24                            | 24 Horas RTVE  | Invitado (1 programa)            | [ 117 ]                 |
| 2024      | Telenoticias                         | Telemadrid     | Entrevistado (1 programa)        | [ 118 ]                 |
| 2024      | LOS40 Music Awards                   | Movistar Plus+ | Invitado, entrevistado           | [ 119 ]                 |
| 2024      | Masterchef Celebrity 9               | La 1           | Invitado (1 programa), actuación | [ 120 ]                 |
| 2024      | Oregón TV. Especial Nochebuena       | Aragón TV      | Él mismo (1 programa), actor     | [ 84 ]                  |
| 2024-2025 | Conexión Aragón                      | Aragón TV      | Entrevistado (3 programas)       | [ 121 ]                 |
| 2024-2025 | Aragón Noticias                      | Aragón TV      | Entrevistado (4 programas)       | [ 122 ] [ 123 ] [ 124 ] |
| 2024-2025 | Premios de la Música Aragonesa       | Aragón TV      | Invitado                         | [ 125 ] [ 126 ]         |
| 2024-2025 | Local Musical                        | Telebilbao     | Entrevistado (2 programas)       | [ 127 ]                 |
| 2025      | Late Xou                             | La 1           | Actuación (1 programa)           | [ 64 ]                  |
| 2025      | Informativos Telecinco               | Telecinco      | Entrevistado (1 programa)        | [ 128 ]                 |
| 2025      | La Selva                             | TV3            | Actuación (1 programa)           | [ 129 ]                 |
| 2025      | El Mirador Social                    | Onda Cádiz TV  | Entrevistado (1 programa)        | [ 130 ]                 |
| 2025      | Noticias Aragón                      | La 1           | Entrevistado (1 programa)        | [ 131 ]                 |
| 2025      | Luar                                 | TVG            | Actuación (1 programa)           | [ 132 ]                 |
| 2025      | D Corazón                            | La 1           | Entrevistado (2 programas)       | [ 133 ] [ 134 ]         |
| 2025      | Informe Semanal                      | La 1           | Entrevistado (1 programa)        | [ 135 ]                 |
| 2025      | Desfile del orgullo                  | RTVE Play      | Entrevistado (1 programa)        | [ 136 ]                 |
| 2025      | A miña gran cidade                   | TVG            | Invitado (1 programa)            | [ 137 ]                 |

#### Documentales
| Año  | Título                   | Canal       | Notas                                | Ref.    |
| ---- | ------------------------ | ----------- | ------------------------------------ | ------- |
| 2024 | Gala NoGala ING OT23     | Youtube     | Protagonista (9 programas)           | [ 138 ] |
| 2024 | OT23: La gira            | Prime Video | Protagonista (documental y película) | [ 25 ]  |
| 2025 | Juanjo Bona en concierto | Aragón TV   | Protagonista                         |         |

### Vídeos musicales
| Año  | Canción                                                                        | Lanzamiento             | Notas              |
| ---- | ------------------------------------------------------------------------------ | ----------------------- | ------------------ |
| 2024 | «Rompeolas»                                                                    | 21 de marzo de 2024     | Aparición especial |
| 2024 | «Lo que no ves de mí»                                                          | 28 de marzo de 2024     | Artista principal  |
| 2024 | «La gravedad» (con Naiara, Paul Thin, Ruslana, Lucas Curotto y Martin Urrutia) | 7 de mayo de 2024       | Colaboración       |
| 2024 | «Mis tías»                                                                     | 18 de julio de 2024     | Artista principal  |
| 2024 | «El destello» (con Martin Urrutia)                                             | 3 de octubre de 2024    | Colaboración       |
| 2024 | «Moncayo»                                                                      | 29 de noviembre de 2024 | Artista principal  |
| 2025 | «Golondrinas»                                                                  | 17 de enero de 2025     | Visualizer         |
| 2025 | «Virgen de Magallón»                                                           | 21 de febrero de 2025   | Artista principal  |

## Premios y nominaciones
| Año  | País              | Premio                         | Categoría                                 | Trabajo nominado                                | Resultado | Ref.    |
| ---- | ----------------- | ------------------------------ | ----------------------------------------- | ----------------------------------------------- | --------- | ------- |
| 2024 | Bandera de España | Premios de la Música Aragonesa | Premio itinerante a la difusión           | Él mismo (junto a Naiara Moreno)                | Ganador   | [ 125 ] |
| 2024 | Bandera de España | Premio MADO                    | Diversidad LGTBI                          | Él mismo (con compañeros del colectivo de OT23) | Ganador   | [ 139 ] |
| 2024 | Bandera de Brasil | BreakTudo Awards               | Canción de un nuevo artista internacional | «Lo que no ves de mí»                           | Nominado  | [ 140 ] |
| 2025 | Bandera de España | Premios de la Música Aragonesa | Mayor proyección                          | Él mismo                                        | Ganador   | [ 126 ] |
| 2025 | Bandera de España | Premios de la Música Aragonesa | Mejor canción                             | «Moncayo»                                       | Nominado  | [ 126 ] |